# Paulik János
Paulik János (Zelene, 1866. június 21. – Nyíregyháza, 1939. február 3.) evangélikus lelkész, egyházi író.

## Élete
Paulik Mihály evangélikus néptanító és Valentinyi Karolin fia volt. A középiskola hat osztályát 1877–1883-ban a rimaszombati egyesült protestáns gimnáziumban, a felső kettőt a selmeci evangélikus lícemumben végezte el 1885-ben. Ezt követően az eperjesi evangélikus kerületi teológiára ment, ahol 1889. augusztus 16-án papi vizsgát tett és pappá szentelték. Az aszódi evangélikus egyház meghívta káplánjának, ahol két évig működött. Innen Körmöcbányára ment, itt azonban alig egy hónapot töltött, mert a budapesti Deák-téri evangélikus egyház meghívta vallástanárnak: ebben az állásában 1891–1900 között működött. 1900 májusában a Tiszakerület legnagyobb evangélikus egyháza, a nyíregyházi gyülekezet hívta meg lelkésznek.

## Művei

### Folyóiratcikkek
Budapesti tartózkodása alatt eleinte az Egyházi Lapoknak kezdett írni, majd 1895-ben a Luther-Társaság, népies vallásos lapjának, az Evangelikus Családi Lapnak szerkesztésével bízta meg. Ebbe írt cikkeket, egyszersmind Az Evangélikus Egyház és Iskolát, a Protestáns Egyházi és Iskolai Lapot és a Protestáns Szemlét is fölkereste cikkeivel, ez utóbbiban (1895–96) jelent meg egy nagyobb vallásbölcseleti tanulmánya: A halhatatlansági eszme története (13 cikk). Szerkesztette az Evangélikus Családi Lapot 1896. júliustól 1900. szeptemberig.

### Önállóan megjelent művei
- Az ágostai hitvallás. Latin eredetiből ford. s bevezette. Budapest, 1896. (Luther T. kiadv. 23. Ism. Prot. szemle 2. kiadás, Budapest, 1900).
- Ezredéves ünnepi egyházi beszéd. Orosháza, 1896. (Az Evang. Egyház és Iskola második pályadíját nyerte).
- Az álpróféták, vagy miért nem lesz az evangelikus ember baptistává? Budapest, 1899. (Luther T. kiadv. 36.).
- A válaszúton. (Példázat az életbe kilépő ifjak számára). Budapest, 1899.
- Luther 95 tétele. Budapest, 1896. (Luther Társ. kiadv. 26. Tájékoztató bevezetésekkel és magyarázatokkal. 2. kiadás 6 képpel. Budapest, 1902.).
- Evangelikus kis énekes könyv. Budapest, 1899.
- Miért nincs több eredménye prédikálásunknak? Budapest, 1899.
- A minek az ördög örül. Példázat templom kerülők számára. Budapest, 1900. (Luther Társ. kiadása. Népolvasmányok 15.)
- Miért égette el dr. Luther Márton a pápának és híveinek iratait? Németből ford. Budapest, 1900. (Luther Társ. kiad. 12 Magyarázatokkal).
- Beköszöntő beszéd. A nyiregyházi ág. ev. templomban 1900. aug. 5. történt beiktatása alkalmával tartotta. Budapest, 1901.
- Konfirmácziói emlékkönyv az evang. protestáns serdülő ifjak és hajadonok számára. Budapest, 1903. (Luther Társ. kiadv.).
- Apró történetek. Budapest, 1903. (Luther Társ. kiadv. 34.).
- Eszmetöredékek. Debrecen, 1903.
- Egymás terhét hordozzátok! Debrecen, 1904.
- Az ördög bibliája. Budapest, 1904. (Luther Társ. kiadv. 38.).
- Passio. Nyiregyháza, 1904. (2. kiadás is).
- Vallásos nevelés a családban. Budapest, 1905.
- Melanchthon beszéde Luther koporsója felett. Nagybánya, 1907.
- Gerhardt Pál, a kiváló énekköltő. Nyíregyháza, 1907. (II. kiad. 1923.)
- Egyházi beszédek a socialismusról. Debrecen, 1909.
- Mi képesíti egyházunkat arra, hogy Krisztusnak igaz halásza legyen (Németül is). Debrecen, 1909.
- Az egyház felvirágzásának feltételei (Prédikáció). Debrecen, 1909.
- Jeruzsálem pusztulása (Josephus Flavius után). Debrecen, 1910.
- Savonarola beszéde az egyház reformációjáról. Nagybánya, 1910.
- A bűnösök evangéliuma. Nagybánya, 1913.
- Egyházi beszéd Husz János emlékünnepén. Nagybánya, 1915.
- Fénysugarak a sötétben (Három prédikáció). Nagybánya, 1915.
- Határmesgyén (Két reformációi emlékbeszéd). Nagybánya, 1917.
- A hitoktatás reformja. Nyíregyháza, 1917.
- Egymás terhét hordozzátok (Prédikáció). Nyíregyháza, 1923.
- A feminizmus. Nyíregyháza, 1924.
- Egy szebb jövendő útjai (Prédikációk). Nyíregyháza, 1925.
- Isten felé (Prédikációk). Nyíregyháza, 1929.